# せせらぎ (グレープのアルバム)
『せせらぎ』はフォークデュオ グレープの1975年5月25日発表の2枚目のオリジナル・アルバムである。
カセットテープ企画「2 for 1」として、前アルバム「わすれもの」と同時収録でリリースされたこともある(わすれものをA面、せせらぎをB面に収録)。

## 収録曲

### SIDE 1
1. ほおずき
1975年3月にシングル・リリース済みの作品である。B面は「残像」。さだはこの作品に自信を持っていたようであるが大ヒットには至らなかった。
編曲：グレープ
2. 殺風景
他に好きな人が出来たから別れる、という女のドライな心情を歌った作品。歌詞の一部を「敗戦投手」（アルバム『随想録』収録）でパロディ的に引用している。さだは、現在でもコンサートで取り上げることが多いが「あなたより好きな人が出来ただけのことです」という若かりし頃の歌詞を「ひどいね」と自嘲気味に述べている（3333回記念コンサートのライブアルバム『3333』など）。
編曲：服部克久
3. ゆだねられた悲しみ
作詞・作曲：吉田正美。
編曲：瀬尾一三
4. 女郎花
デビューアルバム『わすれもの』収録の「紫陽花の詩」につづく和風フォークソング。
編曲：グレープ
5. 残像
アマチュア時代に最も人気のあった曲の一つであり、「ほおずき」のB面曲。
編曲：青木望
6. 交響楽（シンフォニー）
歌詞に「ワグナーの交響楽」という語句が出てくるが、ワーグナーの交響曲を指すものではない。さだは「あの有名なワーグナーはね、書いてないんです。シンフォニー、いわゆる"交響曲"をね。だけどシンフォニーという場合にはね、いろんな意味がありまして、つまり管弦楽の総称で、交響楽のことなんです。だからマーチだろうがオペラだろうが、交響楽つまりシンフォニーに違いないんです。私は広い心でワーグナーさんのシンフォニーをとりあげたんです」[1]と語っている[2]。曲のタイトルや歌詞の表記を「交響曲」とせず「交響楽」としているのはそうした主旨からである。
編曲：服部克久

### SIDE 2
1. ラウドネス
作曲：吉田正美。インストゥルメンタル・ナンバーである。
2. 絆
編曲：瀬尾一三
3. 風邪
アレンジはアントニオ・ヴィヴァルディの『和声と創意への試み』の「冬」の第2楽章にもとづく。コーラスはクラフトの三井誠、森谷有孝、浜田金吾であり、ラストのくしゃみは同じくクラフトの松藤一美である。
編曲：さだまさし
4. 恋人擬
フィドル風のヴァイオリンを用いたカントリー風の作品。
編曲：あかのたちお
5. 掌
のちに森山良子がカヴァー。さらに2008年には森山良子の息子・森山直太朗がカヴァーしている。
編曲：さだまさし
6. 追伸
1974年10月にシングル・リリース済みの作品である。B面は『わすれもの』からのシングル・カットで「ひとり占い」。大ヒットには至らなかった。
編曲：グレープ

## 参加したアーティスト
ギター：水谷公生、矢島賢
ベース：岡沢章
ドラムス：田中清、鈴木二郎
キーボード：羽田健太郎、市川秀男
コーラス：クラフト

## 再発盤などの収録内容
カセットテープ企画「2 for 1」では、大幅に曲順を変更して収録している。
1. ほおずき
2. 恋人擬
3. 絆
4. 交響楽（シンフォニー）
5. ゆだねられた悲しみ
6. 女郎花
7. 追伸
8. 掌
9. ラウドネス
10. 残像
11. 殺風景
12. 風邪

初期CD(1985年盤)はこのカセット企画と同じ曲順で収録されており、1991年の再発の際にオリジナルの曲順に差し替えられた。また、1985・1997年リリースのCDはプリエンファシス処理が施されている。
2005年に再リリースされた際には、デジタルリマスタリングが施された。歌詞カードも、LPに掲載されていたさだまさし自身による曲解説等を追加している。